# گاتان راسل

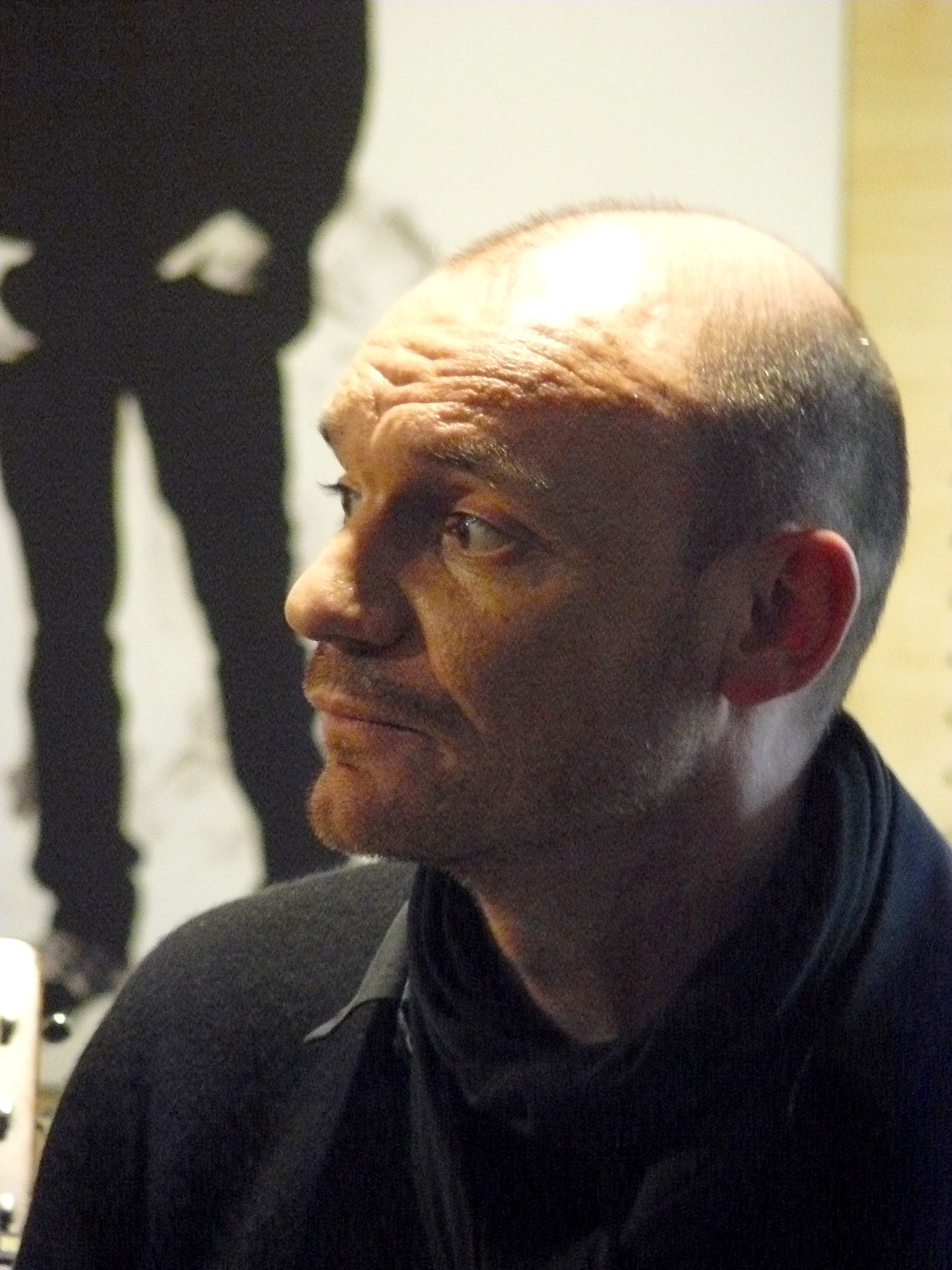
گاتان راسل، مارس ۲۰۱۰

گاتان راسل (به فرانسوی: Gaëtan Roussel) (متولد ۱۳ اکتبر ۱۹۷۲، رودز، آویرون) خواننده، آهنگ‌نویس و آهنگ‌ساز فرانسوی است. راسل رهبر پیشین خواننده‌های گروه‌های لوئیس اتکی (به فرانسوی: Louise Attaque) و تارمک (به فرانسوی: Tarmac) بود.
راسل دورهٔ تک‌خوانی را شروع کرد و ضبط یک آلبوم در سال ۲۰۰۹ را آغاز نمود. او نسختین آهنگ تک‌خوانی‌اش، Ginger را در ۱۵ مارس ۲۰۱۰ منتشر کرد. Ginger دو آهنگ، تک‌خوانی اول، Help myself و تک‌خوانی دو، Dis-moi encore que tu m’aimes را در بر داشت.

## ترانه‌شناسی

### آلبوم‌ها
- Ginger‎ – ۱۵ مارس ۲۰۱۰

### تک‌آهنگ‌ها
- Help myself (Nous ne faisons que passer)‎ ‏(۲۰۱۰)
- Dis-moi encore que tu m’aimes‏ (۲۰۱۰)